# مهرآباد (خوسف)
مهرآباد یک روستا در ایران است که در شهرستان خوسف واقع شده‌است. مهرآباد ۱۸ نفر جمعیت دارد.